# Алап (деревня)
Алап — деревня в Ачитском городском округе Свердловской области. Управляется Русскопотамским территориальным управлением городского округа.

## География
Деревня располагается на правом берегу реки Потам, в 14 километрах на северо-восток от посёлка городского типа Ачита.

### Часовой пояс
Алап, как и вся Свердловская область, находится в часовой зоне МСК+2. Смещение применяемого времени относительно UTC составляет +5:00.

## Население
| 2002 | 2010 |
| ---- | ---- |
| 4    | ↘0   |